# Burg Pedraza

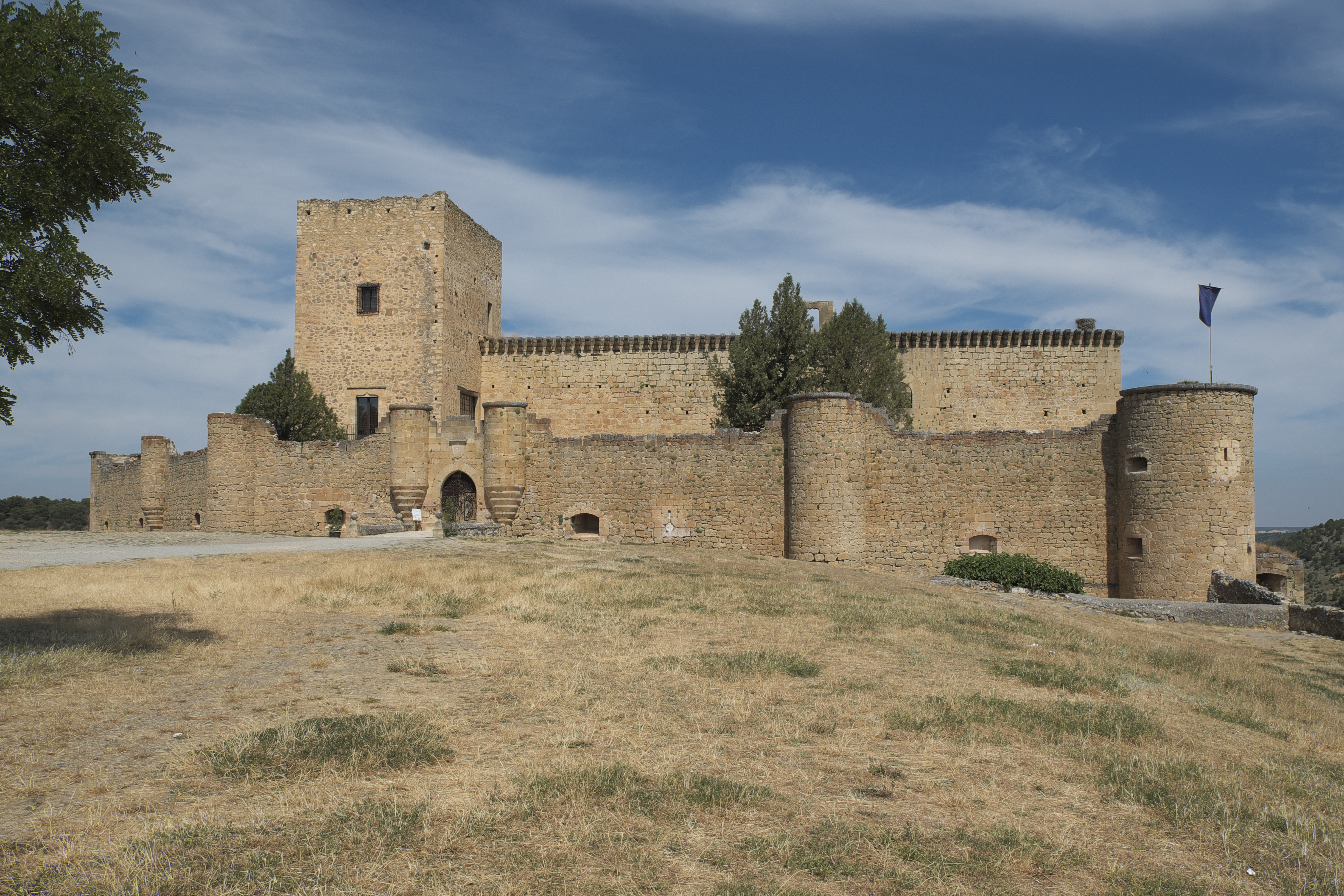
Burg Pedraza

Die Ruine der Burg Pedraza liegt im mittelalterlichen spanischen Dorf Pedraza, 40 Kilometer von Segovia entfernt.
Im 16. Jahrhundert lebte dort die Familie Velasco. Zu Beginn des 20. Jahrhunderts erwarb der spanische Maler Ignacio Zuloaga die Burg.